# Општина Нуево Касас Грандес (Чивава)
Нуево Касас Грандес (шп. Nuevo Casas Grandes) општина је у Мексику у савезној држави Чивава. Општина се налази на надморској висини од 1457 м.

## Становништво
Према подацима из 2010. у општини је живело 59337 становника.

### Хронологија
| Година       | 2000                  | 2005                  | 2010                  |
| ------------ | --------------------- | --------------------- | --------------------- |
| Становништво | 54390 (26765 / 27625) | 54411 (26543 / 27868) | 59337 (29058 / 30279) |

### Попис
| \| \| м \| \| \| ж \| \| 0—2 \| 1.688 \| \| \| 1.606 \| \| 3—5 \| 1.845 \| \| \| 1.951 \| \| 6—11 \| 3.580 \| \| \| 3.591 \| \| 12—14 \| 1.756 \| \| \| 1.674 \| \| 15—17 \| 1.789 \| \| \| 1.772 \| \| 18—24 \| 3.764 \| \| \| 3.828 \| \| 60+ \| 2.590 \| \| \| 2.830 \| \| Просек : \| 28,6 \| \| \| 29,3 \| |       |  |  |       |
| |       |  |  |       |
| | м     |  |  | ж     |
| 0—2 | 1.688 |  |  | 1.606 |
| 3—5 | 1.845 |  |  | 1.951 |
| 6—11 | 3.580 |  |  | 3.591 |
| 12—14 | 1.756 |  |  | 1.674 |
| 15—17 | 1.789 |  |  | 1.772 |
| 18—24 | 3.764 |  |  | 3.828 |
| 60+ | 2.590 |  |  | 2.830 |
| Просек : | 28,6  |  |  | 29,3  |

| #   | Индикатор                                                                                        | Вредност |
| --- | ------------------------------------------------------------------------------------------------ | -------- |
| 1   | Становништво од 0 до 2 године                                                                    | 3294     |
| 2   | Мушко становништво од 0 до 2 године                                                              | 1688     |
| 3   | Женско становништво од 0 до 2 године                                                             | 1606     |
| 4   | Становништво са 3 и више година                                                                  | 55880    |
| 5   | Мушко становништво са 3 и више година                                                            | 27291    |
| 6   | Женско становништво са 3 и више година                                                           | 28589    |
| 7   | Становништво са 5 и више година                                                                  | 53346    |
| 8   | Мушко становништво са 5 и више година                                                            | 26057    |
| 9   | Женско становништво са 5 и више година                                                           | 27289    |
| 10  | Становништво са 12 и више година                                                                 | 44913    |
| 11  | Мушко становништво са 12 и више година                                                           | 21866    |
| 12  | Женско становништво са 12 и више година                                                          | 23047    |
| 13  | Становништво са 15 и више година                                                                 | 41483    |
| 14  | Мушко становништво са 15 и више година                                                           | 20110    |
| 15  | Женско становништво са 15 и више година                                                          | 21373    |
| 16  | Становништво са 18 и више година                                                                 | 37922    |
| 17  | Мушко становништво са 18 и више година                                                           | 18321    |
| 18  | Женско становништво са 18 и више година                                                          | 19601    |
| 19  | Становништво од 3 до 5 година                                                                    | 3796     |
| 20  | Мушко становништво од 3 до 5 година                                                              | 1845     |
| 21  | Женско становништво од 3 до 5 година                                                             | 1951     |
| 22  | Становништво од 6 до 11 година                                                                   | 7171     |
| 23  | Мушко становништво од 6 до 11 година                                                             | 3580     |
| 24  | Женско становништво од 6 до 11 година                                                            | 3591     |
| 25  | Становништво од 8 до 14 година                                                                   | 8246     |
| 26  | Мушко становништво од 8 до 14 година                                                             | 4143     |
| 27  | Женско становништво од 8 до 14 година                                                            | 4103     |
| 28  | Становништво од 12 до 14 година                                                                  | 3430     |
| 29  | Мушко становништво од 12 до 14 година                                                            | 1756     |
| 30  | Женско становништво од 12 до 14 година                                                           | 1674     |
| 31  | Становништво од 15 до 17 година                                                                  | 3561     |
| 32  | Мушко становништво од 15 до 17 година                                                            | 1789     |
| 33  | Женско становништво од 15 до 17 година                                                           | 1772     |
| 34  | Становништво од 18 до 24 године                                                                  | 7592     |
| 35  | Мушко становништво од 18 до 24 године                                                            | 3764     |
| 36  | Женско становништво од 18 до 24 године                                                           | 3828     |
| 37  | Женско становништво од 15 до 49 година                                                           | 16023    |
| 38  | Становништво са 60 и више година                                                                 | 5420     |
| 39  | Мушко становништво са 60 и више година                                                           | 2590     |
| 40  | Женско становништво са 60 и више година                                                          | 2830     |
| 41  | Однос између мушкараца и жена                                                                    | 95.97    |
| 42  | Становништво од нуле до 14 година                                                                | 17691    |
| 43  | Становништво од 15 до 64 године                                                                  | 37797    |
| 44  | Становништво од 65 година и више                                                                 | 3686     |
| 45  | Просечан број деце                                                                               | 2.43     |
| 46  | Становништво рођено у ентитету                                                                   | 54144    |
| 47  | Мушко становништво рођено у ентитету                                                             | 26377    |
| 48  | Женско становништво рођено у ентитету                                                            | 27767    |
| 49  | Становништво рођено у другом ентитету                                                            | 3660     |
| 50  | Мушко становништво рођено у другом ентитету                                                      | 1908     |
| 51  | Женско становништво рођено у другом ентитету                                                     | 1752     |
| 52  | Становништво од 5 година и више резидентно у ентитету у јуну 2005. године                        | 51063    |
| 53  | Мушко становништво старосног доба од 5 година и више, резидентно у ентитету у јуну 2005. године  | 24809    |
| 54  | Женско становништво старосног доба од 5 и више година, резидентно у ентитету у јуну 2005. године | 26254    |
| 55  | Становништво од 5 година и више које је живело у другом ентитету у јуну 2005. године             | 701      |
| 56  | Мушко становништво старије од 5 година које је живело у другом ентитету у јуну 2005. године      | 375      |
| 57  | Женско становништво старије од 5 година које је живело у другом ентитету у јуну 2005. године     | 326      |
| 58  | Становништво од 3 године и више које говори аутохтони језик                                      | 298      |
| 59  | Мушко становништво старо 3 године и више које говори аутохтони језик                             | 160      |
| 60  | Женско становништво старо 3 године и више које говори аутохтони језик                            | 138      |
| 61  | Становништво од 3 године и више које говори аутохтони језик и не говори шпански језик            | 24       |
| 62  | Мушко становништво старо 3 године и више које говори аутохтони језик и не говори шпански         | 7        |
| 63  | Женско становништво старо 3 године и више које говори аутохтони језик и не говори шпански језик  | 17       |
| 64  | Становништво старо 3 године и више које говори аутохтони језик и шпански                         | 136      |
| 65  | Мушко становништво старо 3 године и више које говори аутохтони језик и шпански                   | 76       |
| 66  | Женско становништво старо 3 године и више које говори аутохтони језик и шпански                  | 60       |
| 67  | Становништво од 5 година и више које говори аутохтони језик                                      | 285      |
| 68  | Становништво од 5 година и више које говори аутохтони језик и не говори шпански језик            | 19       |
| 69  | Становништво од 5 година и више које говори аутохтони језик и говори шпански језик               | 130      |
| 70  | Становништво у домородачким домаћинствима                                                        | 545      |
| 71  | Становништво са ограничењима у активностима                                                      | 2973     |
| 72  | Становништво са ограниченим ходањем или кретањем, горе или доле                                  | 1715     |
| 73  | Становници са ограничењима вида, чак и уз кориштење сочива                                       | 912      |
| 74  | Становништво са ограничењима говора, комуникације или конверзације                               | 228      |
| 75  | Становништво са ограниченим слухом                                                               | 315      |
| 76  | Становништво са ограничењима при одевању, купању или јелу                                        | 153      |
| 77  | Становништво са ограничењима у опажању или учењу једноставних ствари                             | 98       |
| 78  | Становништво са менталним ограничењима                                                           | 223      |
| 79  | Становништво без ограничења активности                                                           | 55937    |
| 80  | Становништво од 3 до 5 година које не похађа школу                                               | 2253     |
| 81  | Мушко становништво од 3 до 5 година које не похађа школу                                         | 1077     |
| 82  | Женско становништво од 3 до 5 година које не похађа школу                                        | 1176     |
| 83  | Становништво од 6 до 11 година које не похађа школу                                              | 186      |
| 84  | Мушко становништво од 6 до 11 година које не похађа школу                                        | 100      |
| 85  | Женско становништво од 6 до 11 година које не похађа школу                                       | 86       |
| 86  | Становништво од 12 до 14 година које не похађа школу                                             | 290      |
| 87  | Мушко становништво од 12 до 14 година које не похађа школу                                       | 162      |
| 88  | Женско становништво од 12 до 14 година које не похађа школу                                      | 128      |
| 89  | Становништво од 15 до 17 година похађа школу                                                     | 2525     |
| 90  | Мушко становништво од 15 до 17 година похађа школу                                               | 1252     |
| 91  | Женско становништво између 15 и 17 година живота у школи                                         | 1273     |
| 92  | Становништво од 18 до 24 године похађа школу                                                     | 2501     |
| 93  | Мушко становништво од 18 до 24 године похађа школу                                               | 1234     |
| 94  | Женско становништво од 18 до 24 године похађа школу                                              | 1267     |
| 95  | Становништво од 8 до 14 година које не може да чита и пише                                       | 122      |
| 96  | Мушко становништво старосног доба од 8 до 14 година које не може да чита и пише                  | 72       |
| 97  | Женско становништво старосног доби од 8 до 14 година које не може да чита и пише                 | 50       |
| 98  | Становништво од 15 година и више које је неписмено                                               | 888      |
| 99  | Мушко становништво од 15 година и више које је неписмено                                         | 461      |
| 100 | Женско становништво од 15 година и више које је неписмено                                        | 427      |
| 101 | Становништво старо 15 и више година без школовања                                                | 1162     |
| 102 | Мушко становништво старо 15 и више година без школовања                                          | 596      |
| 103 | Женско становништво старо 15 и више година без школовања                                         | 566      |
| 104 | Становништво старосног доба 15 и више година са непотпуним основним образовањем                  | 5072     |
| 105 | Мушко становништво старосног доба од 15 година и више са непотпуном основним образовањем         | 2614     |
| 106 | Женско становништво старосног доба 15 и више година са непотпуном основним образовањем           | 2458     |
| 107 | Становништво старо 15 и више година са комплетним основним образовањем                           | 8555     |
| 108 | Мушко становништво старо 15 година и више са комплетним основним образовањем                     | 3992     |
| 109 | Женско становништво старо 15 и више година са комплетним основним образовањем                    | 4563     |
| 110 | Становништво старосног доба 15 и више година са непотпуним средњим образовањем                   | 2171     |
| 111 | Мушко становништво старосног доба од 15 година и више са непотпуним средњим образовањем          | 1344     |
| 112 | Женско становништво старосног доба од 15 година и више са непотпуним средњим образовањем         | 827      |
| 113 | Становништво старо 15 и више година са пуним секундарном образовањем                             | 8953     |
| 114 | Мушко становништво старосног доба од 15 година и више са пуним секундарном образовањем           | 4168     |
| 115 | Женско становништво старосног доба од 15 година и више са пуним секундарном образовањем          | 4785     |
| 116 | Становништво старије од 18 година са постосновним образовањем                                    | 12969    |
| 117 | Мушко становништво старије од 18 година са постосновним образовањем                              | 6325     |
| 118 | Женско становништво старије од 18 година са постосновним образовањем                             | 6644     |
| 119 | Просечна оцена школовања                                                                         | 8.82     |
| 120 | Просечан ниво образовања мушке популације                                                        | 8.77     |
| 121 | Просечан ниво образовања женског становништва                                                    | 8.86     |
| 122 | Економски активно становништво                                                                   | 23361    |
| 123 | Економски активна мушка популација                                                               | 15647    |
| 124 | Економски активна женска популација                                                              | 7714     |
| 125 | Становништво које није економски активно                                                         | 21257    |
| 126 | Мушко становништво које није економски активно                                                   | 6045     |
| 127 | Женско становништво које није економски активно                                                  | 15212    |
| 128 | Запослено становништво                                                                           | 21888    |
| 129 | Запослено мушко становништво                                                                     | 14612    |
| 130 | Запослено женско становништво                                                                    | 7276     |
| 131 | Незапослена популација                                                                           | 1473     |
| 132 | Незапослена мушка популација                                                                     | 1035     |
| 133 | Незапослена женска популација                                                                    | 438      |
| 134 | Становништво без права на здравствене услуге                                                     | 15861    |
| 135 | Становништво које има право на здравствене услуге                                                | 43016    |
| 136 | Становништво које има право на ИМСС                                                              | 27288    |
| 137 | Становништво које има право на социјално осигурање                                               | 2650     |
| 138 | Становништво које има право на државно социјално осигурање                                       | 241      |
| 139 | Становништво које има право на опште осигурање или здравствено осигурање за нову генерацију      | 9055     |
| 140 | Становништво које је било једном или није било у браку током 12 година и више                    | 14472    |
| 141 | Венчано или уједињено становништво од 12 година и више                                           | 25160    |
| 142 | Становништво које је било у браку или уједињено 12 година и више                                 | 5051     |
| 143 | Становништво са католичком религијом                                                             | 47430    |
| 144 | Протестанти, еванђелисти и библијски следбеници различити од еванђелиста                         | 8346     |
| 145 | Становништво са другим религијама различитим од претходних                                       | 1        |
| 146 | Становништво без религије                                                                        | 2162     |
| 147 | Укупно пописаних домаћинства                                                                     | 16944    |
| 148 | Пописна домаћинства на челу са мушкарцима                                                        | 12755    |
| 149 | Пописна домаћинства на челу са женама                                                            | 4189     |
| 150 | Становништво у пописним домаћинствима                                                            | 59121    |
| 151 | Становништво у пописним домаћинствима на челу са мушкарцима                                      | 46915    |
| 152 | Становништво у пописним домаћинствима на челу са женама                                          | 12206    |
| 153 | Укупно домаћинстава                                                                              | 20908    |
| 154 | Укупно насељених домаћинстава                                                                    | 16975    |
| 155 | Укупно приватних кућа                                                                            | 20877    |
| 156 | Насељени приватни домови                                                                         | 16944    |
| 157 | Укупно насељених приватних кућа                                                                  | 16970    |
| 158 | Ненасељене приватне куће                                                                         | 3066     |
| 159 | Појединачна домаћинства за привремену употребу                                                   | 867      |
| 160 | Становници у насељеним приватним кућама                                                          | 59121    |
| 161 | Насељеност станара у приватним становима                                                         | 3.49     |
| 162 | Просечно становника по соби у приватним насељеним домаћинствима                                  | 0.84     |
| 163 | Појединачна домаћинства са подовима од различитих материјала од земље                            | 16745    |
| 164 | Појединачна домаћинства у приземљу                                                               | 128      |
| 165 | Појединачна домаћинства са једном спаваћом собом                                                 | 4987     |
| 166 | Појединачна домаћинства са две спаваће собе и више                                               | 11887    |
| 167 | Појединачна домаћинства са једним собом                                                          | 453      |
| 168 | Појединачна домаћинства са две собе                                                              | 1716     |
| 169 | Појединачна домаћинства са 3 собе и више                                                         | 14685    |
| 170 | Појединачна домаћинства која имају електрично светло                                             | 16830    |
| 171 | Појединачна домаћинства која немају електрично светло                                            | 67       |
| 172 | Појединачна домаћинства која имају водоводну воду у стамбеном простору                           | 16722    |
| 173 | Појединачна домаћинства која немају водоводну воду у стамбеном простору                          | 150      |
| 174 | Појединачна домаћинства која имају тоалет                                                        | 16662    |
| 175 | Појединачна домаћинства која имају канализацију                                                  | 16422    |
| 176 | Појединачна домаћинства која немају канализацију                                                 | 393      |
| 177 | Појединачна домаћинства која имају електрично светло, довод воде из јавне мреже и канализацију   | 16285    |
| 178 | Појединачна домаћинства без икаквих услова                                                       | 30       |
| 179 | Појединачна домаћинства која имају радио                                                         | 15014    |
| 180 | Појединачна домаћинства која имају телевизор                                                     | 16348    |
| 181 | Појединачна домаћинства која имају фрижидер                                                      | 16371    |
| 182 | Појединачна домаћинства која имају машину за веш                                                 | 14927    |
| 183 | Појединачна домаћинства која имају аутомобил или комби                                           | 12643    |
| 184 | Појединачна домаћинства која имају рачунар                                                       | 5671     |
| 185 | Појединачна домаћинства која имају фиксну телефонску линију                                      | 7529     |
| 186 | Појединачна домаћинства која имају мобилни телефон                                               | 12973    |
| 187 | Појединачна домаћинства која имају приступ интернету                                             | 3381     |